# Vikmanshyttan
Vikmanshyttan is een plaats in de gemeente Hedemora in het landschap Dalarna en de provincie Dalarnas län in Zweden. De plaats heeft 897 inwoners (2005) en een oppervlakte van 155 hectare. De plaats ligt ongeveer 10 kilometer ten westen van de stad Hedemora.